# TVNニュース
『TVNニュース』（ティーヴィエヌニュース）は、奈良テレビ放送で放送されているローカルニュース番組である。ウェブサイトなどでは奈良テレビNEWSと表記される場合がある。

## 概要

### ワイドニュース番組時代
ストレートニュースの他に、天気予報や特集、インタビュー、イベントの告知を行う「お知らせ」などで構成されたワイドニュース番組として、平日は1日2回、夕方18時と夜22時30分から25分間放送していた。2000年代以前の奈良テレビでは、昼の時間帯に自社制作の定時ニュースは放送されていなかったため、全日放送開始以降も、奈良テレビ自社製作の一日最初の定時ニュースは夕方に放送されるという状態が続いていた。
2000年代に入ると、放送時間の変更・拡大が行われた。平日夕方枠の放送時間を19時台に移行し、月 - 水の放送は19時から40分間、木・金は19時から25分間の放送に変更された。

### ストレートニュース番組時代
2001年の改編から、自社制作のワイドニュース番組に独自タイトルがつけられるようになった。2001年には22時30分の放送は『NEWSライン』に改題、2002年4月には、平日夕方枠の放送時間を18時台に戻したうえで、タイトルを『News Up なら』に改題した。2002年4月以降、本番組はストレートニュースとして放送されている。
さらに、2002年4月からは本番組の平日昼枠が新設された。これにより、本番組は平日昼枠（5分間）、土・日曜日夕方枠（10分間）、土曜日夜枠（10分間）、日曜日夜枠（15分間）での放送になった。
2004年4月からは、土曜日21時台にワイドニュース番組『ニュースONステージ』の放送が開始され、土曜夜枠が廃枠になった。また、日曜夜枠は10分に縮小された。一方で月・水曜日19時台、火・木・金曜日20時台に各曜日2～3分の平日夜枠が新設された。
2008年3月22日で『ニュースONステージ』が終了したため、同年4月から土曜日20時台に5分間の土曜夜枠が復活した。また、同じく4月から日曜夜枠が放送時間を縮小したうえで21時台に移行された。
2009年3月に奈良テレビの平日最終便の報道番組であった『NEWSライン』が終了し、同年4月から22時台に5分間の平日夜枠を増設した。これにより、奈良テレビの平日最終便の報道番組は再び本番組になった。
2013年3月をもって、22時台の平日夜枠が廃枠になった（ただし、水曜日の22時台の放送は時間を前倒したうえで継続させた）。
2016年4月改編で、金曜21時台に情報番組『ならフライデー9』が開始され、金曜夜枠が廃枠になった。また、土・日曜日の夕方枠が5分に縮小された。
奈良テレビ放送がワンセグ2サービス「ならセグ」（S1=091→S2=092）を実施していた期間中には、土・日曜日夕方枠のみフルセグとの同時放送を行っていた。

## 放送時間
（すべて日本時間（JST）、2018年10月改編を基準に記載）
昼間
- 平日 12:55 - 13:00

夕方
- 土曜日 18:00 - 18:05
- 日曜日 18:30 - 18:35

夜間
- 月曜日 21:53 - 21:57
- 火曜日 21:54 - 21:58
- 水曜日 22:47 - 22:51
- 木曜日 20:54 - 20:58
- 土曜日 20:55 - 21:00
- 日曜日 21:47 - 21:51

### 高校野球期間中の特別措置
- 2009年・2010年度に、奈良テレビ平日夕方のローカルニュース枠である『ゆうドキッ!』が、全国高校野球選手権奈良大会中継期間中、放送を休止したため、代わりに18時台に本番組を10分間放送した。